# ニコライ・ドミトリエフ＝オレンブルクスキー
ニコライ・ドミトリエヴィチ・ドミトリエフ＝オレンブルクスキー(ロシア語: Николай Дмитриевич Дмитриев-Оренбургский, ラテン文字転写: Nikolai Dmitrievich Dmitriev-Orenburgsky、1837年4月13日 - 1898年5月3日）は、ロシアの画家である。戦場の風景を描いたことで知られている。姓のオレンブルクスキーは他のドミトリエフという画家と区別するために付加して名乗ったものである。

## 略歴
ニジニ・ノヴゴロドで生まれた。その後サンクトペテルブルクに移り、士官学校で学び、軍役を終えた後、モスクワの美術学校でフョードル・アントノビッチ・ブルーニ（Fjodor Antonowitsch Bruni）らに学んだ。在学中から多くの賞章を得た。1863年にイワン・クラムスコイ（1837-1887）らと美術アカデミーに抗議してコンテストへの参加を辞退する「14人の反乱（Бунт четырнадцати）」の参加者になり、「サンクトペテルブルク芸術家共同組合(Петербургская артель художников)のメンバーになった。
1871年に国外で学ぶための奨学金を受け、3年間、主にデュッセルドルフで過ごし、バンジャマン・ヴォーティエやルートヴィヒ・クナウス（Ludwig Knaus）の指導を受けた。1875年からパリに移り、10年ほど滞在し、パリの「ロシア芸術家協会」の主要なメンバーになった。パリのサロンに毎年出展し、時折、サンクトペテルブルクの展覧会に作品を送った、挿絵画家としても働いた。
風俗画を描いていたが、1877年から1878年の露土戦争を題材にした絵画がパリの展覧会で高い評価を受け、戦争画を描くようになった。1883年にサンクトペテルブルクのアカデミーから教授の称号を与えられた。1885年にサンクトペテルブルクに戻った。
1893年にサンクトペテルブルクで亡くなった。

## 作品

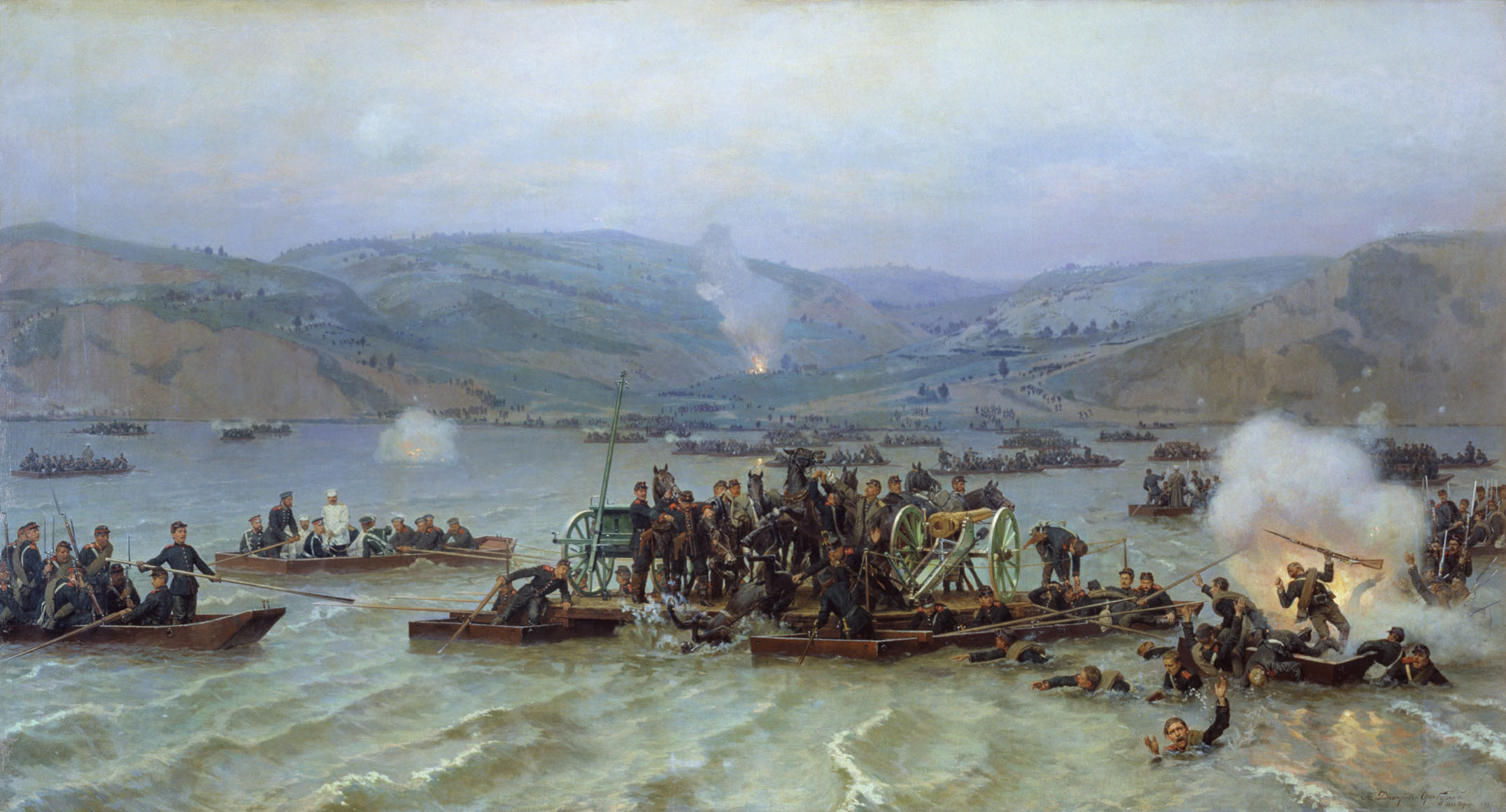
ロシア軍のドナウ川渡河(1883) サンクトペテルブルクの軍事博物館
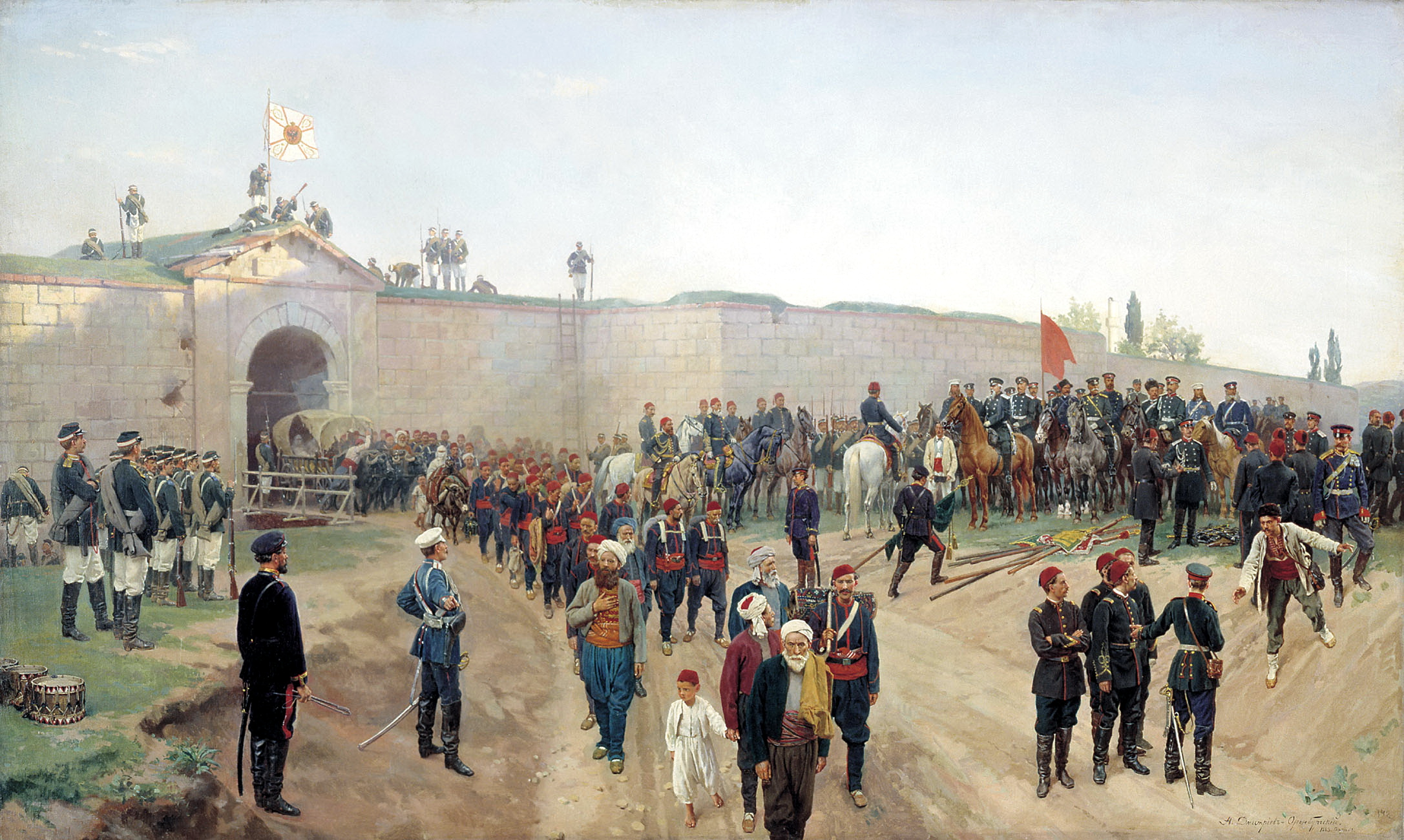
ニコポリのトルコ軍の降伏(1883) サンクトペテルブルクの軍事博物館
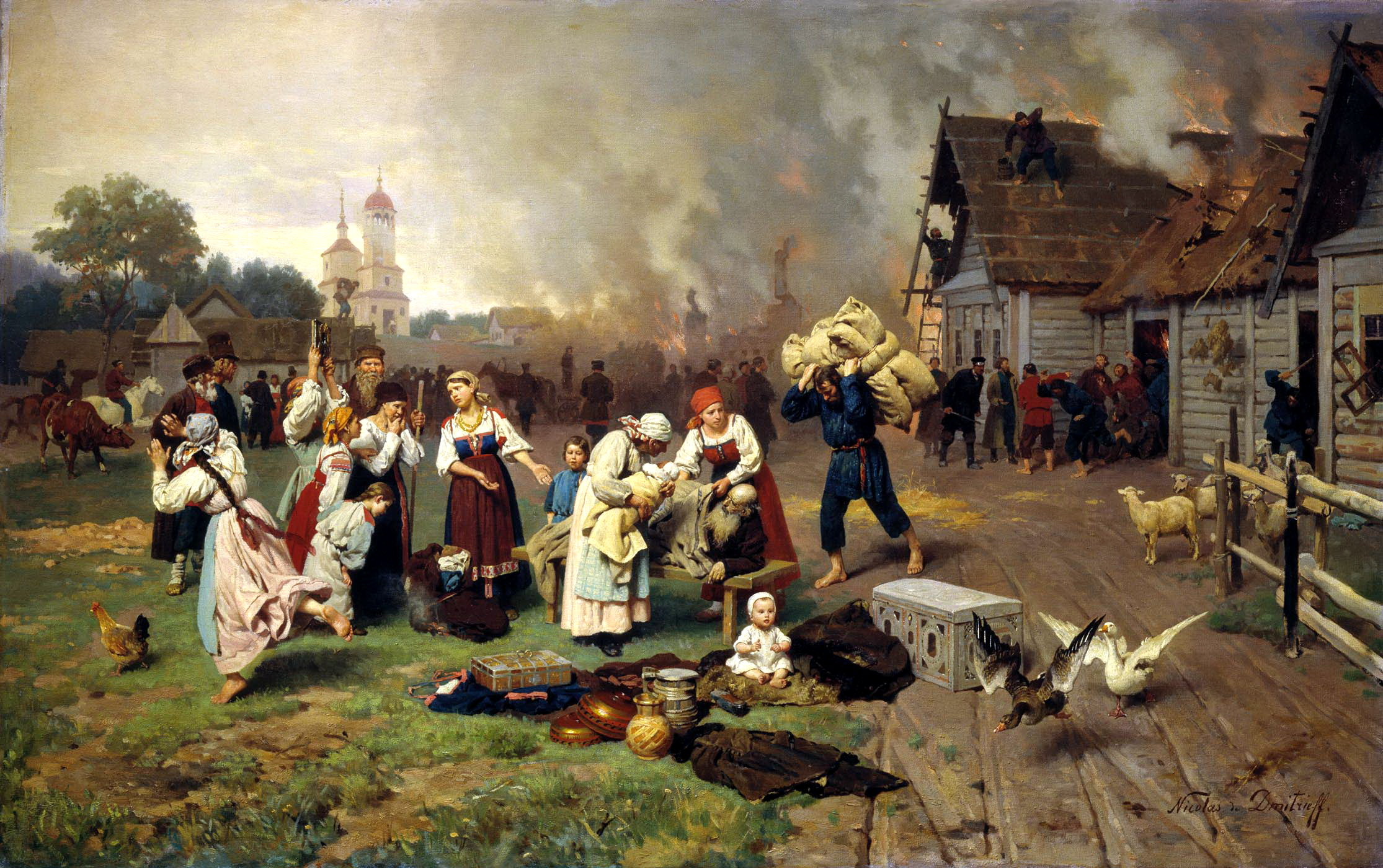
村の火事 (1885) ロシア美術館